# Damian Hugo Philipp von Schönborn
Damian Hugo Philipp von Schönborn (ur. 19 września 1676 w Moguncji, zm. 19 sierpnia 1743 w Bruchsalu) – niemiecki kardynał.

## Życiorys
Urodził się 19 września 1676 roku w Moguncji, jako syn Melchiora Friedricha von Schönborna i Marii Sophii von Boineburg. Studiował na uniwersytetach w Moguncji i Lowanium, a także wstąpił do zakonu krzyżackiego. 30 stycznia 1713 roku został kreowany kardynałem in pectore. Jego nominacja na kardynała diakona została ogłoszona na konsystorzu 29 maja 1715 roku i nadano mu diakonię San Nicola in Carcere. 21 lipca 1716 roku został wybrany biskupem koadiutorem Spiry, a 5 października wybór został zatwierdzony przez Stolicę Piotrową. Trzy lata później zsukcedował diecezję. 15 sierpnia 1720 roku przyjął święcenia kapłańskie, a 24 lutego 1721 roku – sakrę. 10 września 1721 roku został podniesiony do rangi kardynała prezbitera i otrzymał kościół tytularny San Pancrazio. W 1722 roku został wybrany biskupem koadiutorem Konstancji, a rok później wybór został zatwierdzony przez papieża. W 1740 roku przejął władzę w diecezji, jako pełnoprawny biskup. Pod jego rządami diecezja rozkwitła, choć zostało to przerwane wojną o sukcesję polską w latach 1733–1735. W 1722 roku rozpoczął pracę nad odbudową pałacu biskupiego w Bruchsalu, który zaprojektował Maximilian von Welsch. Ponieważ zignorował prośby o rekonstrukcję pałacu w Spirze, popadł w konflikt z tamtejszą kapitułą katedralną. W sporze tym interweniowali: arcybiskup, wuj kardynała oraz brat kardynała, dziekan kapituły. Sprawa została oddana do Kurii Rzymskiej – Benedykt XIII wezwał kardynała do poddania się, a Karol VI anulował jurysdykcję kapituły. Następnie Schönborn zwrócił się o opinię prawną do Uniwersytetu w Lowanium. Ostatecznie nie udało się rozwiązać sporu, jednak sąd stanął po stronie kardynała, ze względu na jego kontakty z kurią papieską. Zmarł 19 sierpnia 1743 roku w Bruchsalu.